# Garbanzo pedrosillano

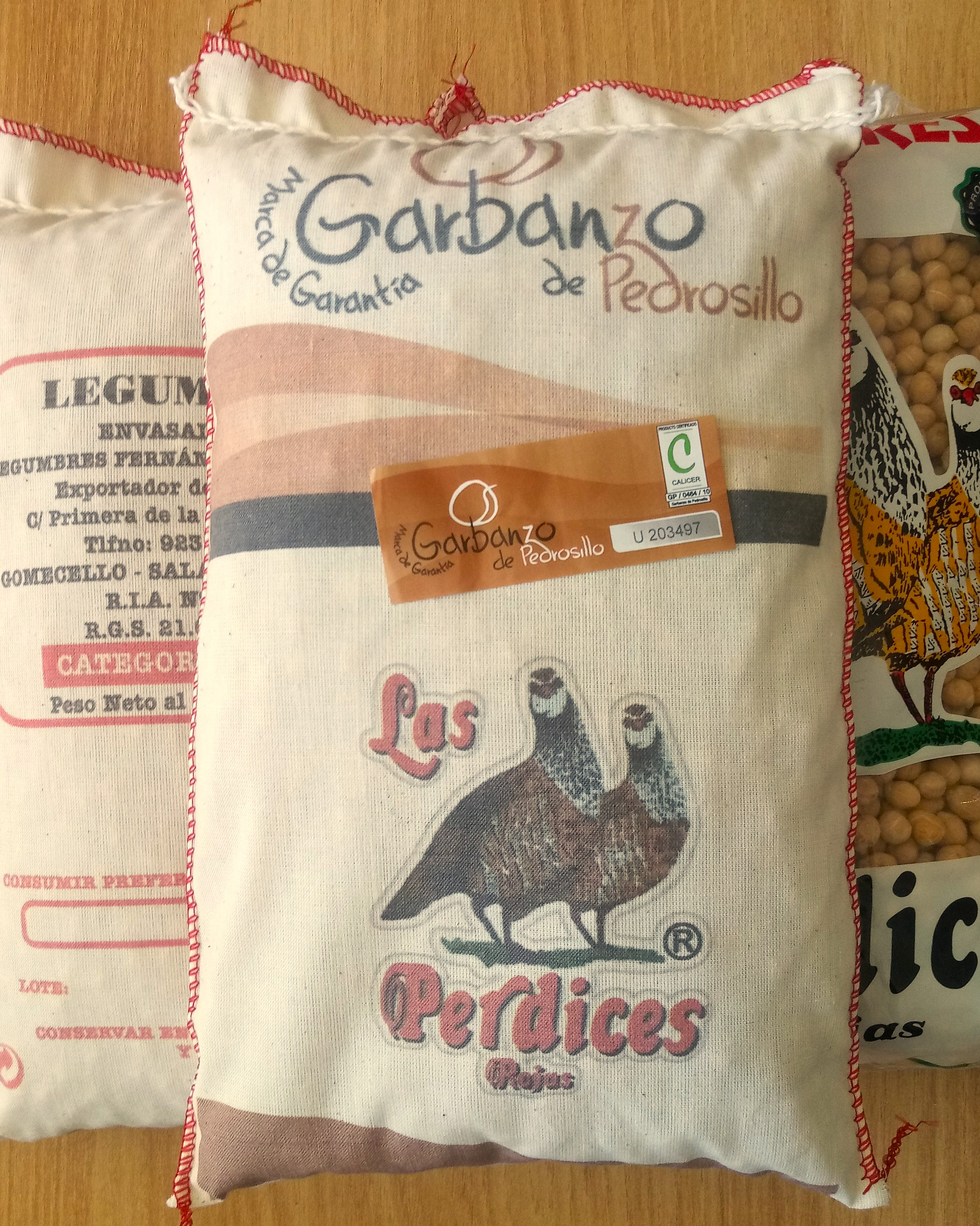
Garbanzo comercializado bajo la Marca de Garantía 'Garbanzo de Pedrosillo'.

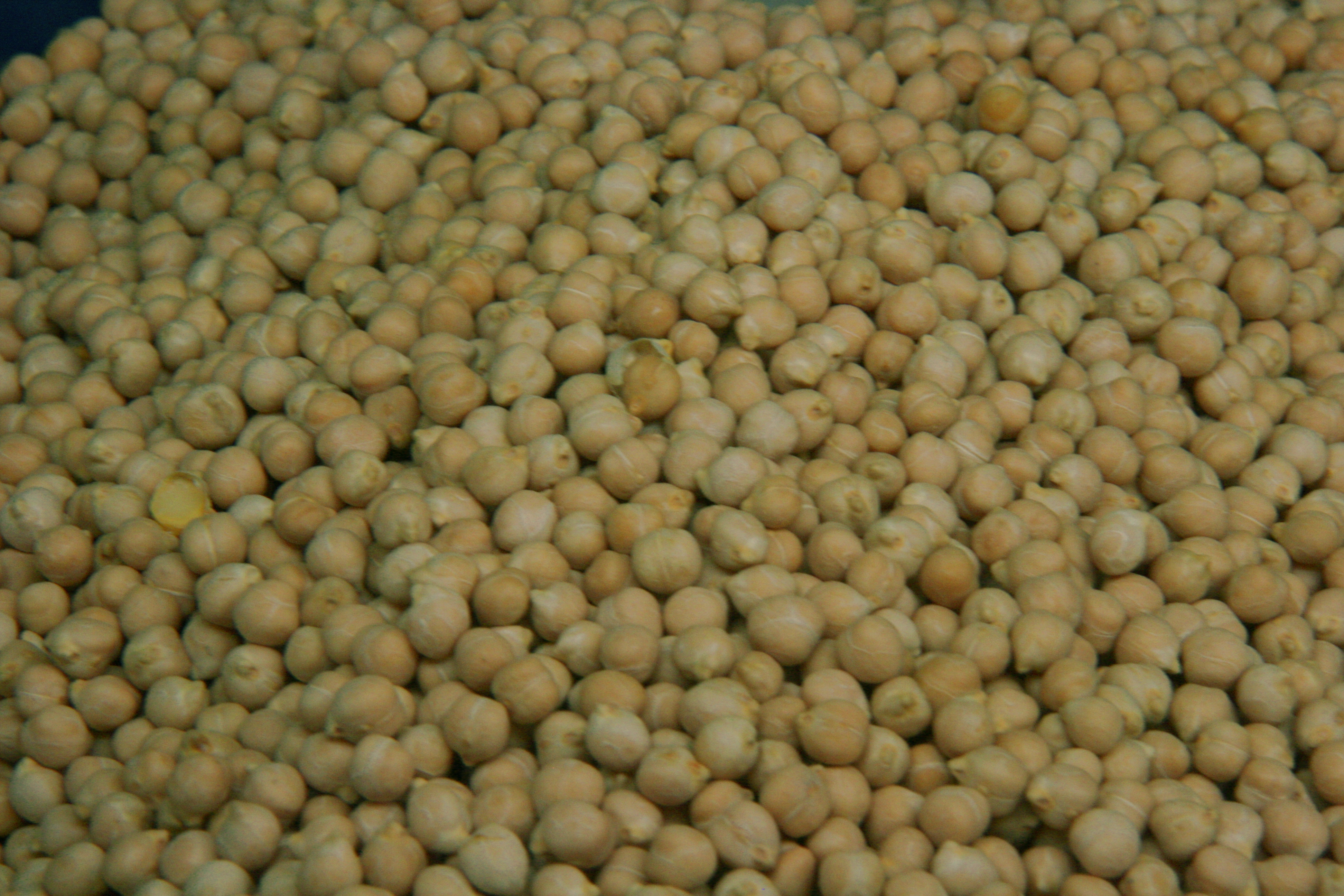
El garbanzo pedrosillano es pequeño y de hollejo muy fino.

El garbanzo pedrosillano es una variedad de garbanzo (Cicer arietinum) de pequeño tamaño, cuya denominación proviene de que el origen de su producción tenía su epicentro histórico en el municipio de Pedrosillo el Ralo, en la comarca salmantina de La Armuña, área en la que se comercializa bajo la Marca de Garantía Garbanzo de Pedrosillo, que certifica su calidad y procedencia de dicha comarca. En España, fuera de la zona englobada en dicha marca de garantía, la variedad de garbanzo pedrosillano se cultiva en diferentes provincias en mayor o menor medida, principalmente de las comunidades de Castilla y León, Andalucía y Castilla-La Mancha.

## Características
Se trata de una variedad de garbanzo de pequeño tamaño que suele componerse, de media, de unas 371 semillas por cada 100 gramos. Posee una forma casi esférica, generalmente más redonda que la del garbanzo castellano, con tegumento exterior liso y una línea de separación entre los cotiledones claramente diferenciada. Suele tener un color característico naranja-amarillento al ser cocido.
Este garbanzo suele ser recolectado en los meses de julio y secado lentamente hasta otoño. Se trata de un producto leguminoso secado para su conservación. Su pequeño tamaño hace que tenga tiempos de cocción menores que otros garbanzos españoles. La fama de este garbanzo se debe a su empleo como alimento por los arrieros. La denominación habitual de "pedrosillano" se emplea por la procedencia de esta variedad del municipio armuñés de Pedrosillo el Ralo.
El clima cálido y las propiedades del suelo de esta zona salmantina, así como las tradicionales técnicas de cultivo empleadas por sus agricultores, permiten que el Garbanzo de Pedrosillo desarrolle unas propiedades únicas.

## Marca de Garantía "Garbanzo de Pedrosillo"
Actualmente el garbanzo pedrosillano cultivado en su zona de origen, la comarca salmantina de La Armuña, tiene reconocida una "Marca de Garantía" específica, denominada "Garbanzo de Pedrosillo", que posee un Consejo Regulador que certifica el origen y la calidad del producto. Por otro lado, fue solicitado su reconocimiento como indicación geográfica protegida (IGP), siendo un proceso pendiente. 